# Ункурда
Ункурда — село в Нязепетровском районе Челябинской области России.
Административный центр Ункурдинского сельского поселения.

## География
Находится примерно в 40 км к юго-юго-западу (SSW) от районного центра, города Нязепетровск, на высоте 400 метров над уровнем моря.

## История
Возникновение села связано со строительством в этих местах Западно-Уральской железной дороги. С момента открытия движения по данной линии железной дороги и по сей день, в селе функционирует железнодорожная станция Ункурда. В 1913 году в Ункурде насчитывалось 8 домов. В 1916 году имелось уже около 20 домов. В 1920 году была открыта начальная школа. В 20-х — 30-х годах в Ункурде были открыты леспромхоз и колхоз, построены спиртово-порошковый завод и нефтебаза.На июль 2022 года нефтебаза (бренд БНП). Ункурдинский цех "Челябвтормета" продолжают функционировать и пользоваться услугами железной дороги. На конец 2024 Нефтебаза продаётся.
Название села, возможно, возникло от распространенных в прошлом у башкир тюркских имен Унтай и Ункурды («ун» — десять, «курд» — название народа).

## Население
| 2002 | 2010  |
| ---- | ----- |
| 1565 | ↘1108 |

По данным Всероссийской переписи, в 2010 году численность населения села составляла 1108 человек (516 мужчин и 592 женщины).

## Инфраструктура

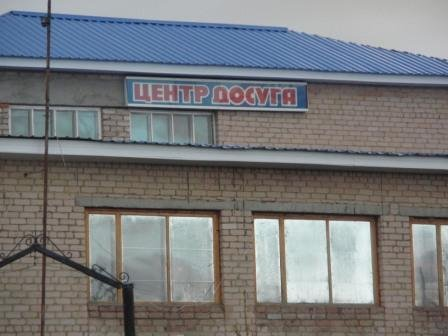

В селе функционируют участковая больница, средняя общеобразовательная школа, детский сад, отделения Сбербанка России и отделение связи и отдел Почты России

## Улицы
Уличная сеть села состоит из 15 улиц.